# Janine Patrick
Janine Patrick (nom de scène de Jeannine Roekens, née en 1936 et morte le 23 juillet 1998) est une comédienne belge.
Elle fut cofondatrice du Théâtre du Parvis et de l'Ensemble Théâtral Mobile.

## Biographie
Elle débute au Rideau de Bruxelles en 1953 et se fait rapidement remarquer sur les scènes bruxelloises.
En 1959, elle rencontre Albert Camus et joue sous sa direction Les Possédés d'après Fiodor Dostoïevski ; la reprise du spectacle prévue au Rideau de Bruxelles ne se fait pas en raison du décès de Camus.
Janine Patrick retravaille avec succès sur les grandes scènes belges ; elle remporte l'Ève du théâtre pour son rôle dans Un timide au palais de Tirso de Molina, elle est inoubliable dans celui de Macha des Les Trois Sœurs de Tchekhov mise en scène par Otomar Krejča au Théâtre national de Belgique.
Alors qu'elle « est à ce moment, à la fin des années 60, une des reines du théâtre belge », qu'elle tourne pour la télévision (comme dans la série télévisée Arsène Lupin),« elle pratique à ce moment une rupture décisive, qui pèsera non seulement sur sa carrière mais sur l'évolution générale du théâtre francophone belge ». Elle cofonde avec Jean Lefébure et Marc Liebens le Théâtre du Parvis et s'y investit totalement, l'accompagnant dans sa transformation en Ensemble Théâtral Mobile. De cette expérience théâtrale va naître le mouvement du Jeune Théâtre, la mise en évidence de Jean Louvet, l'écriture de Michèle Fabien.
Nora remarquable dans Une maison de poupée de Henrik Ibsen, Janine Patrick crée la Jocaste de Michèle Fabien et en fait une reprise éblouissante dans une nouvelle mise en scène de Liebens qui introduit le personnage de la sphynge joué par Nicole Hanot.
Janine Patrick, qui a joué tant les auteurs classiques (Molière, Marivaux, Balzac, Tchekhov) que contemporains (John Arden, Thomas Bernhard, René Kalisky, Heiner Müller, Pierre Mertens, Jean-Marie Piemme, etc.) « était une comédienne douée d'une conscience aiguë de son métier et de ses ambitions possibles sur les plans tant esthétique qu'idéologique. Elle refusa toujours la facilité et ne concevait l'exercice de son art qu'à un très haut niveau de risque et de réflexion. »

## Théâtre
- Liste de 200 spectacles dans lesquels elle a joué en Belgique, de 1953 à 2018

- 1959 : Les Possédés d'Albert Camus d'après Fiodor Dostoïevski, mise en scène Albert Camus, Théâtre Antoine

## Distinctions
- 1961 : Ève du Théâtre